# Церковь Сретения Господня (Мурзинка)
Церковь Сретения Господня — православный храм в селе Мурзинка Пригородного района Свердловской области.
Решением № 535 Исполнительного комитета Свердловского областного Совета народных депутатов от 31 декабря 1987 года присвоен статус памятника архитектуры регионального значения.

## История
Здание расположено на правом берегу реки Нейвы, в южной части села Мурзинка.
Строительство каменного трёхпрестолького храма началось в 1729 году по благословению митрополита Антония Тобольского и Сибирского. Главный храм освящён во имя Сретения Господня. В 1798 году освящён предел и поставлена алтарь во имя Николая чудотворца. В 1820 году освящён предел во имя мученицы Параскевы. В 1851 году в главном храме сооружён трёхъярусный иконостас, в 1876 году в приделах.
Один придельный алтарь во имя св. Николая сооружен в 1798 г., другой во имя св. муч. Параскевы — в 1820 г. Существующие иконостасы поставлены в храме Сретения Господня в 1851 г., в приделах — в 1876 г. В Сретенском храме иконостас трехъярусный, с живописными иконами, украшен золоченой резьбой, местные иконы в серебряных ризах.
В приходе села было девять деревень, число прихожан немногим меньше 4500, три часовни: в деревнях Южакова, Луговая, Зырянская. К причту относилось три дома и несколько лавок в селе.
Здание закрыто в 1938 году. В 1973 году в здании церкви был открыт Минералогический музей имени А. Е. Ферсмана

## Архитектура
В основе объёма четверик, к которому с запада примыкает кубический, с выступом-полуцилиндром алтарь, а с запада — трапезная, расширенная двумя приделами. Далее по оси находилась колокольня, чье основание получило по сторонам две пониженные постройки.
Четверик венчавшийся куполом, расчленён карнизом на два яруса; окна в нижнем ярусе арочные, с профилированным многообломным обрамлением по контуру проёма. Верхний ряд окон также арочной формы, проёмы здесь вписаны в прямоугольные наличники с сандриками на лепных кронштейнах-модульонах. Приделы, завершённые треугольными фронтонами, частично сохранили расшивку стен рустикой, замковые камни над окнами и фриз с подобиями «ширинок». Вход в церковь под колокольней оформлен портиком, скомпанованным из четырёх тосканских колонн, расставленных попарно; крайним колоннам портика соответствуют ещё две, примкнутые к стене
.